# Archidiocèse de Santiago del Estero
L'archidiocèse de Santiago del Estero (en latin : Archidioecesis Sancti Iacobi de Estero ; en espagnol : Archidiócesis de Santiago del Estero) est un archidiocèse non métropolitain de l'Église catholique en Argentine, suffragant de l'archidiocèse de Tucumán.

## Territoire
Elle comprend vingt départements de la province de Santiago del Estero : Aguirre, Atamisqui, Avellaneda, Banda, Capital, Choya, Guasayán, Jiménez, Loreto, Mitre, Ojo de Agua, Pellegrini, Quebrachos, Río Hondo, Rivadavia,
Robles, Salavina, San Martín, Sarmiento, Silípica ainsi que la zone du département de Figueroa à l'ouest du Río Salado.
Il possède un territoire d'une superficie de 72 273 km2 divisé en 45 paroisses. Le siège épiscopal est dans la ville de Santiago del Estero où se trouve la cathédrale-basilique Notre-Dame-du-Mont-Carmel (es). Le sanctuaire de Notre-Dame de la Consolation de Sumampa (es) et celui du Seigneur des Miracles de Mailínsont des lieux de pèlerinage.

## Historique
Le diocèse de Santiago del Estero est érigé le 25 mars 1907 par le décret Ea est in quibusdam de la congrégation pour les évêques en prenant une partie du territoire du diocèse de Tucumán (aujourd'hui archidiocèse de Tucumán). La ville de Santiago del Estero avait déjà été le siège épiscopal de l'actuel archidiocèse de Córdoba.
Nommé suffragant de l'archidiocèse de Buenos Aires lors de sa création, il intègre la province ecclésiastique de l'archidiocèse de Paraná le 20 avril 1934 par la constitution apostolique Nobilis Argentinae nationis du pape Pie XI. Il change encore de province ecclésiastique le 11 février 1957 en devenant suffragant de l'archidiocèse de Tucumán.
Il cède une portion de son territoire le 10 avril 1961 pour l'érection du diocèse d'Añatuya.
Le 22 juillet 2024, le diocèse est élevé au rang d'archidiocèse non métropolitain par le pape François qui attribue à son archevêque le titre de primat d'Argentine.

## Ordinaires

### Évêques
- Juan Martín Yáñez y Paz (7 février 1910 - 6 avril 1926)
- Audino Rodríguez y Olmos (7 juillet 1927 - 3 novembre 1939), nommé archevêque de San Juan de Cuyo
- José Weimann, C.Ss.R (1er août 1940 - 31 mars 1961)
- Manuel Tato (11 juillet 1961 - 12 août 1980)
- Manuel Guirao (20 janvier 1981 - 23 novembre 1994)
- Gerardo Eusebio Sueldo (23 novembre 1994 - 4 septembre 1998)
- Juan Carlos Maccarone (18 février 1999 - 19 août 2005)
- Francisco Polti Santillán (17 mai 2006 - 23 décembre 2013)
- Vicente Bokalic Iglic, C.M (23 décembre 2013 - 22 juillet 2024), premier archevêque

### Archevêques
- Vicente Bokalic Iglic, C.M, depuis le 22 juillet 2024